# 奧德曼斯角
72°22′S 60°45′W / 72.367°S 60.750°W
奧德曼斯角（英語：Old Mans Head），是南極洲的海岬，位於帕爾默地東岸，處於伍斯特角入口處南部，在1940年由美國研究隊拍攝空中照片，現時由南極條約體系管理。